# Мануель Санчес Дельгадо
Мануель Санчес Дельгадо (ісп. Manuel Sánchez Delgado; нар. 17 січня 1965, Касерес), відомий за прізвиськом Маноло (ісп. Manolo) — іспанський футболіст, що грав на позиції нападника, зокрема за мадридський «Атлетіко» і національну збірну Іспанії. Найкращий бомбардир Ла-Ліги в сезоні 1991/92.
По завершенні ігрової кар'єри — тренер.

## Клубна кар'єра
Народився 17 січня 1965 року в місті Касерес. Вихованець футбольної школи місцеового нижчолігового клубу «Касереньйо». Дорослу футбольну кар'єру 17-річний на той час нападник розпочав 1982 року в основній команді того ж клубу.
Вже за рік приєднався до третьолігового «Сабаделя», з яким у першому ж сезоні підвищився до Сегунди. У другому дивізіоні країни юний нападник не загубився, відзначившись забитими голами 14 разів у 36 іграх сезону 1984/85. Після цього був запрошений до лав одного з лідерів дивізіону, клубу «Реал Мурсія», якому у першому ж сезоні 1985/86 допоміг виграти Сегунду і здобути путівку до Ла-Ліги.
Відігравши два сезони за «Реал Мурсія» у найвищому дивізіоні, влітку 1988 року перейшов до мадридського «Атлетіко», в якому відразу ж став гравцем основного складу, сформувавши атакувальний дует з португальцем Паулу Футре. Загалом відіграв за мадридський клуб наступні сім сезонів своєї ігрової кар'єри, стабільно був основним гравцем атакувальної ланки команди. Здобув у складі «Атлетіко» два Кубки Іспанії, у 1991 і 1992 роках. Найуспішнішим особисто для Маноло був сезон 1991/92, в якому він забив 27 голів в іграх чемпіонату, ставши його найкращии бомбардиром, що, утім, не допомогло команді піднятися вище третього місця у турнірній таблиці того сезону.
Завершував ігрову кар'єру у команді «Мерида», за яку виступав протягом 1995—1997 років.

## Виступи за збірну
1988 року дебютував в офіційних матчах у складі національної збірної Іспанії. Протягом кар'єри у національній команді, яка тривала 5 років, провів у її формі 28 матчів, забивши 9 голів.
У складі збірної був учасником чемпіонату світу 1990 року в Італії, де виходив на поле у грі групового етапу проти уругвайців (0:0).

## Кар'єра тренера
Розпочав тренерську кар'єру, повернувшись до футболу після тривалої перерви, 2007 року, очоливши тренерський штаб нижчолігового «Пегасо». Згодом протягом 2008—2009 тренував «Райо Махадаонда», а 2011 року на деякий час повертався у статусі головного тренера до рідного «Касереньйо», на той час команди Сегунди Б.

## Титули і досягнення
- Володар Кубка Іспанії (2):

«Атлетіко»: 1991, 1992
- Найкращий бомбардир Ла-Ліги (1): 1991/92 (27 голів)